# Aranyosgerendi református templom

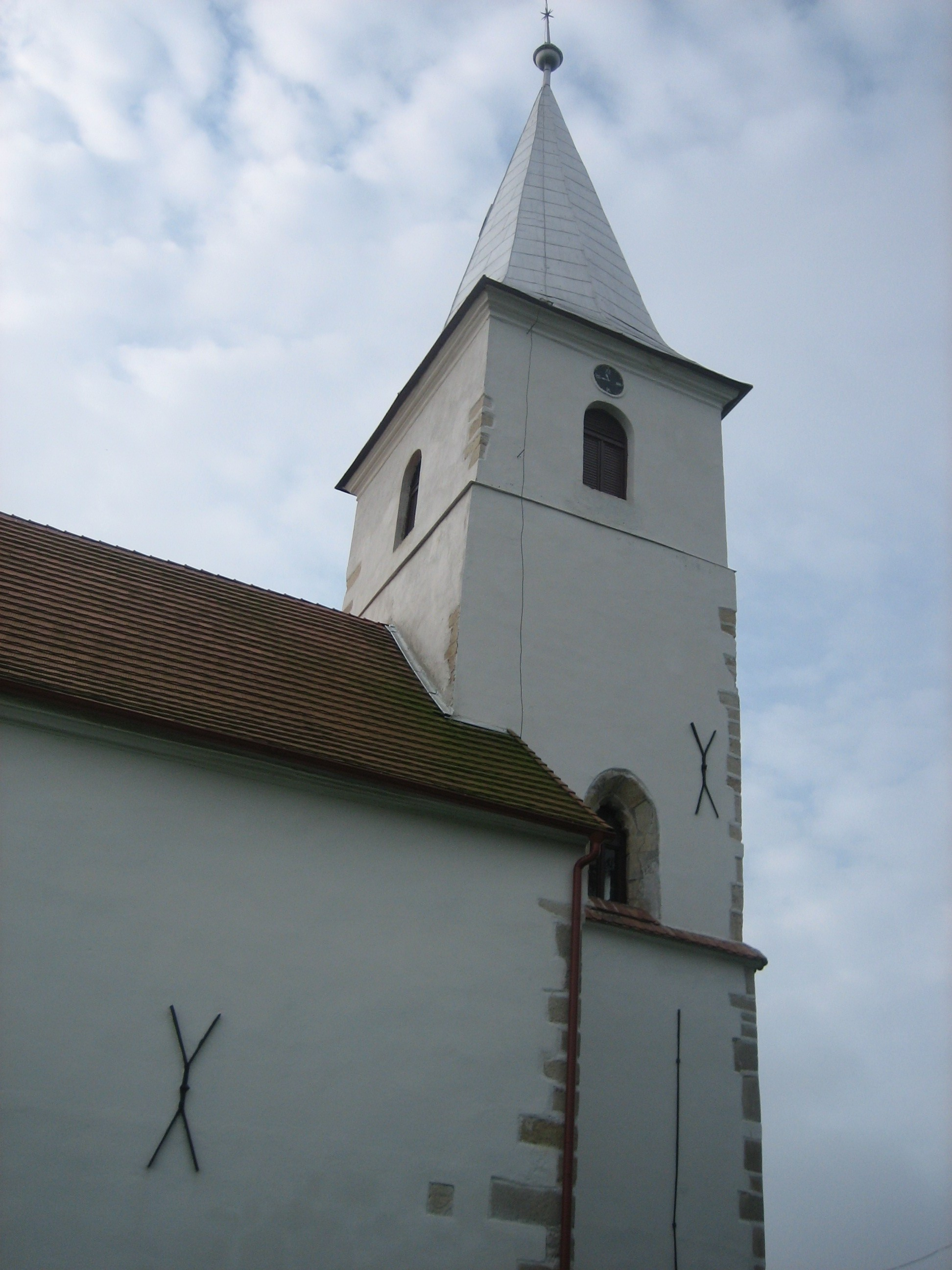
A középkori templom tornya oldalról nézve

Az aranyosgerendi református templom  Erdély egyik legrégebbik temploma, amely a Kemény–Bánffy-kastélytól nem messze található. 1290-ből van az első biztos adat, amelyben az áll, hogy István pap a valószínűleg román stílusú templomhoz egy sekrestyét építtetett. 2004-től műemlékvédelem alatt áll.

## Története
Az 1290-ben már sekrestyés templom első írásos említése a templomban található. A Szent Erzsébetet védőszentnek választó templom sekrestyeajtó szemöldökén a következő szerepel: Istam cameram edificativ Stephas sacerdos anno Di MCCXC. A szentély déli fala még mindig az eredeti, 13. századi fal. Ezen a falon található a román stílusú lóherés ablak.
1299-ben Péter és Pál (feltehetően a falu birtokosai) a templomot teljesen átépítették a mai formájába. Ezt támasztja alá a déli fal felirata: "ANNOO D(omi)NI M*CC*XC* NONO SAULUS ARCHIDIACO(nus) DE TORDA PETRUS COMES FILII SA(m)SONIS NICOLA(us) FILI(us) E(ius)DEM P(etri) (a)EDIFICAVERU(n)T ECC(lesi)AM IN HONORE BEAT(A)E ELIZABETH(ae) " (magyarul: Az Úrnak 1299-ik esztendejében Saul, tordai főesperes, Péter ispán, Sámson fiai, Miklós, ugyanezen Péter fia, építették a templomot Szent erzsébet tiszteletére)
A templom gótikus stílusában a román stílus jeleit is fellelhetjük. A gótikát a főkapuzat, a szentély ajtaja, a papi kőszéken, a támpoharakon, csúcsíves ablakakon, és nem utolsósorban a templomhajón.
A mohácsi vész után Gerendi Miklós, Erdély püspöke mindent megtett, hogy Erdélyt I. Ferdinánd számára megtarthassa. Ezért 1529. január 21-én az aranyosgerendi templomba országgyűlést szervezett. Igyekezete nem sikerült, mert Péter vajda a székelyek segítségével legyőzte Ferdinánd hadait.

### A reformáció idején
A reformáció idején az Apafiak lettek Aranyosgerend birtokosai. Az Apafi család híres volt a reformáció pártolásáról, ezért 1572-ben már Csanádi Imre protestáns prédikátor vette át a papi teendőket.
Kisebb megszakítással, 1598 - 1610, a mai napig is református istentiszteletek folynak a templomban, habár a gyülekezet lassan kezd kiöregedni.

## Egyházi elöljárók
| Év   | A lelkész neve            | Vallása | Megjegyzés                                         |
| ---- | ------------------------- | ------- | -------------------------------------------------- |
| 1290 | Stephas sacerdos          | r.k.    | A sekrestyén lévő felirat                          |
| 1332 | Joannes                   | r.k.    | Orbán Balázs                                       |
| 1572 | Csanádi Imre              | unit.   | A keredi levéltár bizonyítványa                    |
| 1580 | II. Bogháti F. Miklós     | unit.   | Orbán Balázs                                       |
| 1592 | (?)                       |         | Orbán Balázs                                       |
| 1620 | Albisi Márton             | ref.    | Kemény János nevelője volt.                        |
| 1629 | Szeredahelyi István       | ref.    | Tanúként szerepel Kemény Boldizsár birtok-ügyében. |
| 1642 | Csulai György             | ref     |                                                    |
| 1658 | Imre                      | ref.    |                                                    |
| 1661 | Csengeri K. István        | ref.    |                                                    |
| 1667 | Szathmári Baka Péter      | ref.    | Lónay Anna udvari papja.                           |
| 1671 | Pápai György              | ref.    |                                                    |
| 1684 | Dobrai István             | ref.    |                                                    |
| 1694 | Szacsavai Pál             | ref.    |                                                    |
| 1699 | Léczfalvi Bálint          | ref.    |                                                    |
| 1708 | Barócz Mihály             | ref.    |                                                    |
| 1736 | Bánffyhunyadi Abacs János | ref     |                                                    |
| 1790 | Horváth Sámuel            | ref.    |                                                    |
| 1807 | Incze Simeon              | ref.    |                                                    |
| 1809 | Marussi Mihály            | ref.    | Generális notárius                                 |
| 1830 | Horváth Miklós            | ref.    | Egyházmegyei főjegyző is                           |
| 1846 | Hegedűs Lajos             | ref.    | Esperes                                            |
| 1894 | Veress Károly             | ref.    |                                                    |
| 1940 | Id. Gudor Lajos           | ref.    |                                                    |
|      | Gudor Péter               | ref.    | Id. Gudor Lajos fia                                |

## Képgaléria

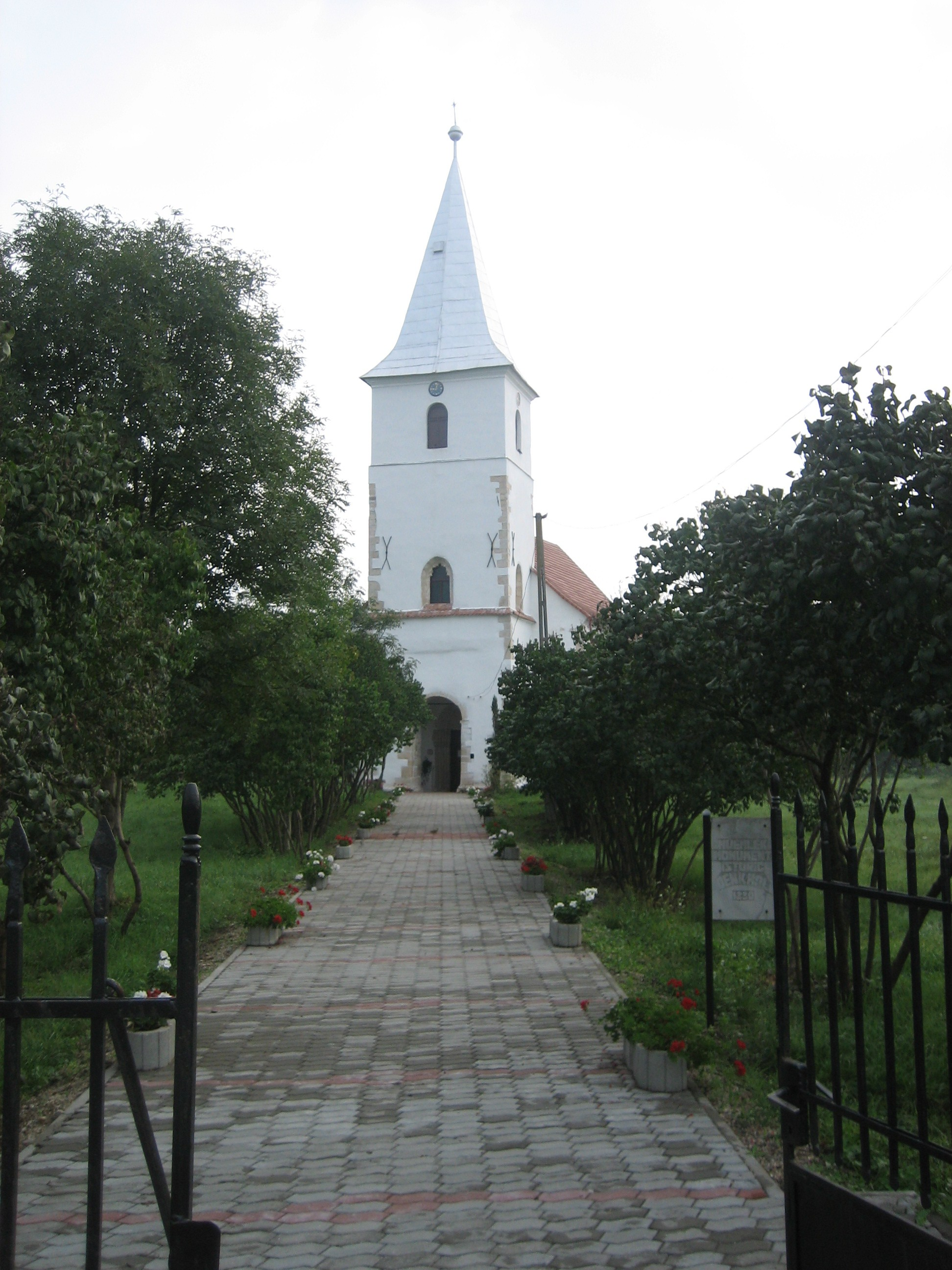
Bejárat a templomba
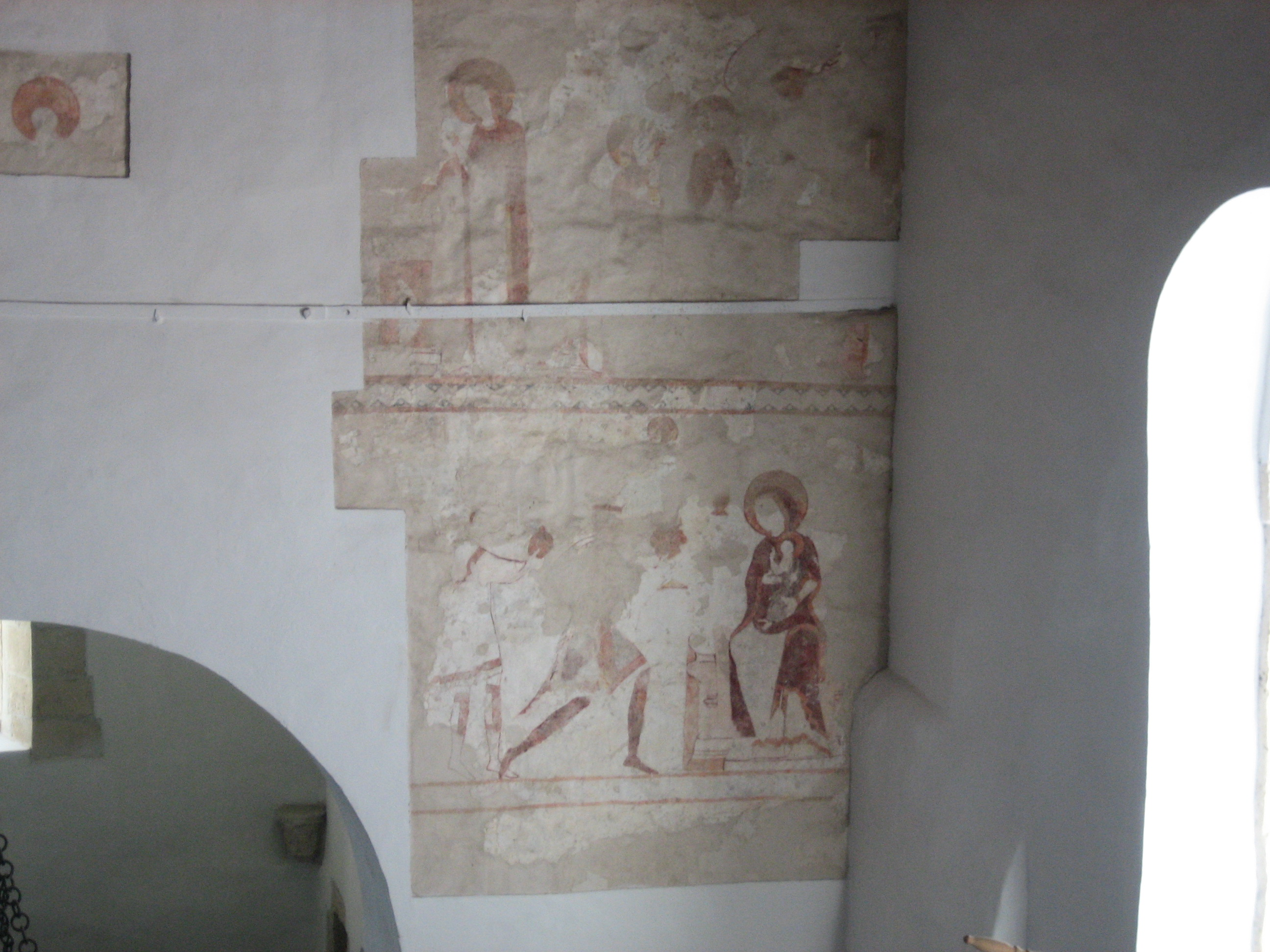
A feltárt középkori freskók
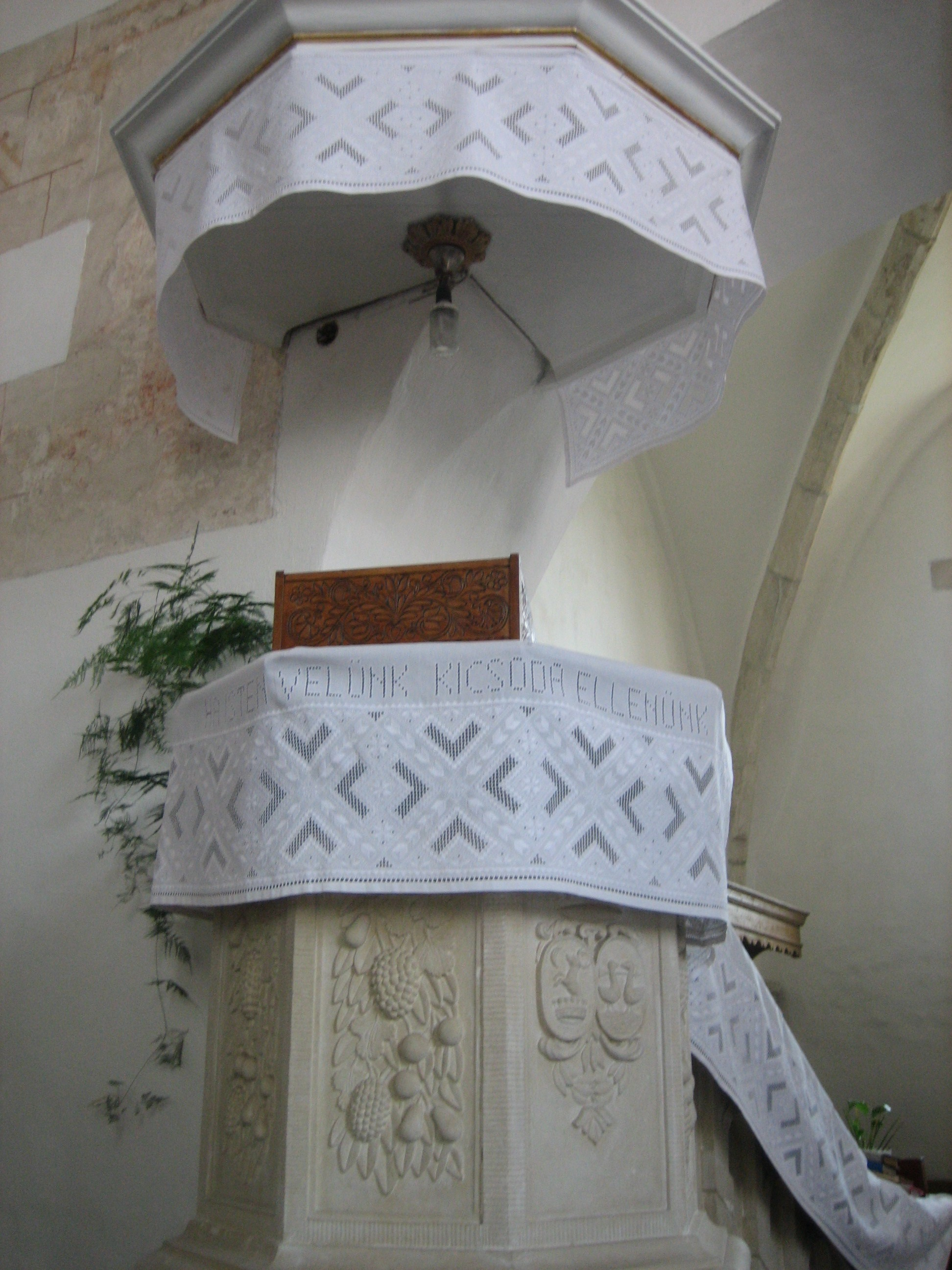
A faragott szószék
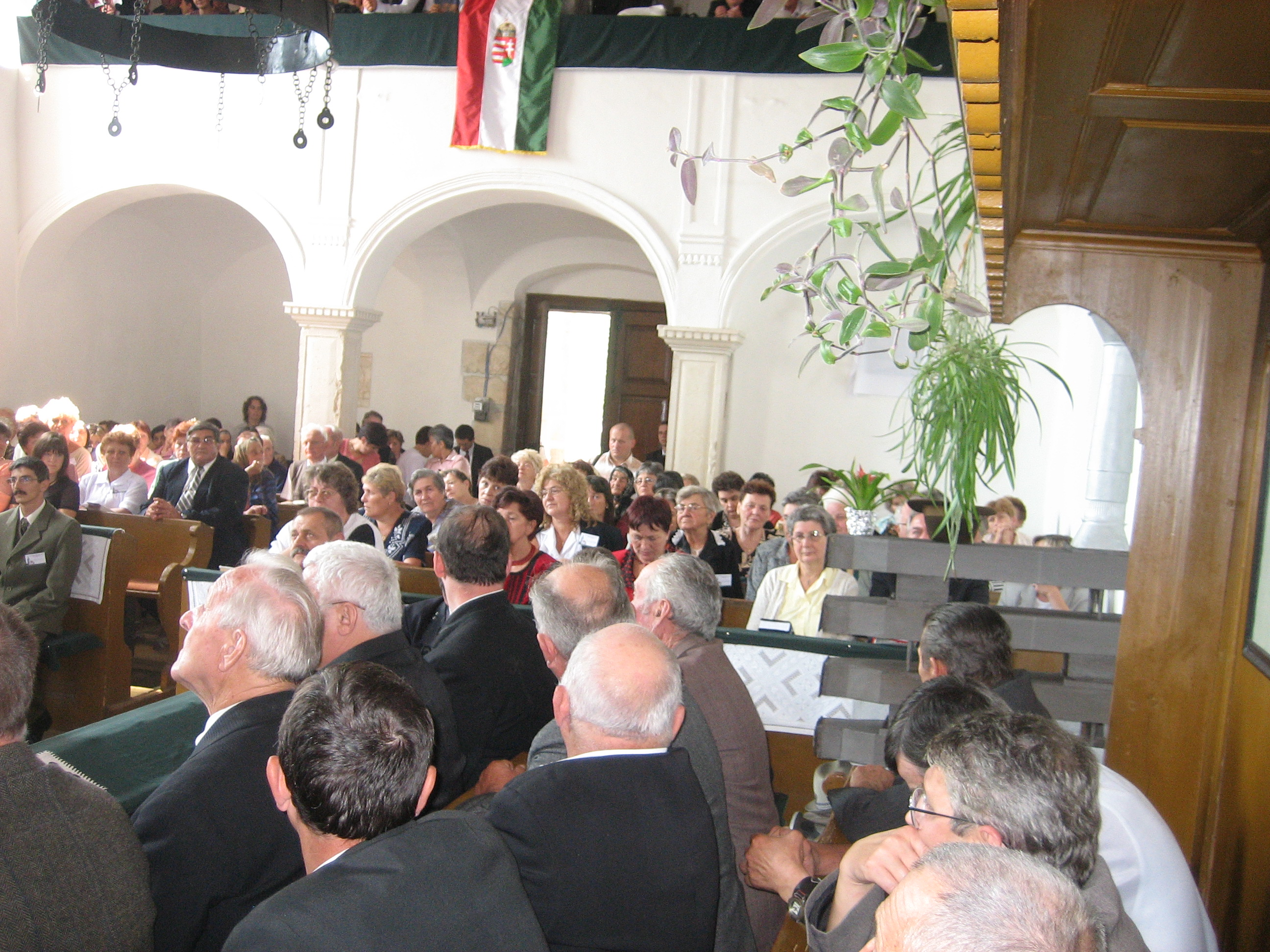
Istentisztelet
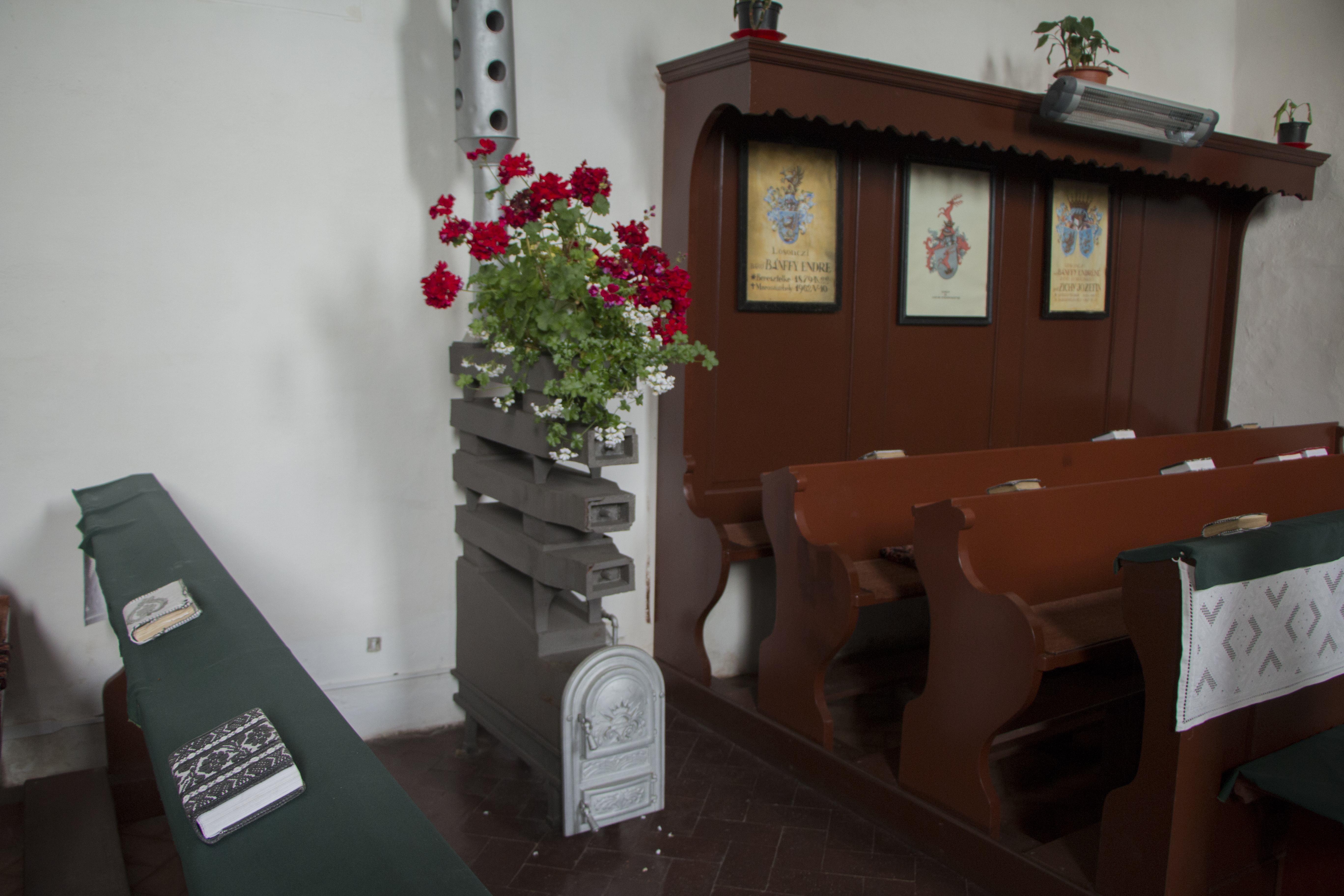
Bolyai-kályha

## Külső hivatkozás
- Adatbank – Erdélyi magyar elektronikus könyvtár, Református templom, Aranyosgerend
- A Békés Megyei Hírlap szócikke
- Id. Gudor Lajos, Gudor Péter: Aranyosgerend - 2007, Hiperborea Kiadó (ISBN 978-973-7935-72-4)